# Hugo von Goldegg

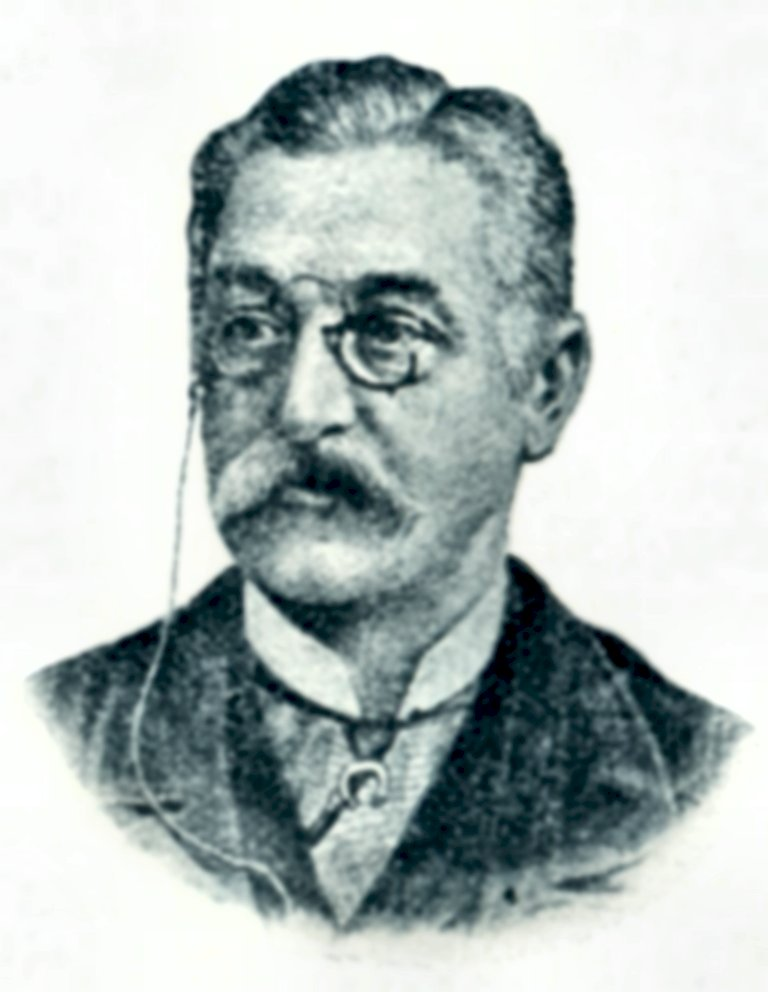
Hugo von Goldegg

Hugo Ritter von Goldegg zu Lindenburg (* 14. März 1829 in Trient; † 12. Dezember 1904 in Partschins) war ein Tiroler Politiker und Heraldiker.

## Leben
Er stammte aus dem alten Tiroler Adelsgeschlecht Goldegg zu Lindenburg. Hugo von Goldegg, Gutsbesitzer, wurde 1861 in den Tiroler Landtag gewählt. 1866 wurde er Hauptmann und k.k Kämmerer. 1870 schloss er sich dem Corps Athesia Innsbruck an. 1873 wurde er Abgeordneter zum Reichsrat (Österreich). Als Heraldiker erschloss er die Tiroler Wappenbücher, aufbewahrt im Adelsarchiv des k.k. Ministeriums des Inneren in Wien, durch Erstellen eines umfangreichen Namensindex. Er war Gründungsvorsitzender des Turnvereins Bozen 1862.

## Werk
- Die Tiroler Wappenbücher im Adelsarchiv des k.k. Ministerium des Inneren zu Wien, Teil 1. In: Zeitschrift des Ferdinandeums für Tirol und Vorarlberg. 19. Heft, 1875, S. 31–178 (zobodat.at [PDF]).
- Die Tiroler Wappenbücher im Adelsarchiv des k.k. Ministerium des Inneren zu Wien, Teil 2. In: Zeitschrift des Ferdinandeums für Tirol und Vorarlberg. 20. Heft, 1876, S. 115–215 (zobodat.at [PDF]).